# Bill Baxley
William Joseph „Bill“ Baxley (* 27. Juni 1941 in Dothan, Alabama) ist ein US-amerikanischer Politiker und Jurist.
Nachdem Baxley erfolgreich an der Law School der University of Alabama sein Studium beendet hatte, wurde er 1966 Bezirksstaatsanwalt im Houston County. Er war mit erst 25 Jahren der jüngste Inhaber dieses Amtes. Im Jahr 1970 wurde er Attorney General von Alabama. In diesem Amt verfolgte er strafrechtlich unter anderem Umweltverschmutzer und korrupte Politiker. Seinen bekanntesten Fall hatte er, als er 1977 Robert Edward Chambliss, ein Mitglied des Ku-Klux-Klans, anklagte, dem die Durchführung eines Bombenanschlags vorgeworfen wurde, bei dem im November 1963 in Birmingham vier afroamerikanische Mädchen ums Leben gekommen waren. Chambliss wurde zu lebenslanger Haft verurteilt. In Erinnerung blieb in diesem Zusammenhang auch seine (unter amtlichen Briefkopf getippte) Antwort auf den Drohbrief eines Klanführers: „Kiss my ass“ (Leck mich am Arsch!).
Sein höchstes politisches Amt bekleidete Baxley, als er 1982 zum Vizegouverneur von Alabama gewählt wurde. Er hatte diesen Posten eine Legislaturperiode lang inne. Wie schon fast alle seiner Vorgänger ist Baxley Mitglied der Demokratischen Partei. Seine ehemalige Ehefrau Lucy Baxley – die Ehe wurde 1987 geschieden – war von 2003 bis 2007 Vizegouverneurin von Alabama.